# Lignerolles (Côte-d’Or)
Lignerolles – miejscowość i gmina we Francji, w regionie Burgundia-Franche-Comté, w departamencie Côte-d’Or.
Według danych na rok 1990 gminę zamieszkiwało 48 osób, a gęstość zaludnienia wynosiła 4 osoby/km² (wśród 2044 gmin Burgundii Lignerolles plasuje się na 862. miejscu pod względem liczby ludności, natomiast pod względem powierzchni na miejscu 800.).